# Clive Burr
Clive Burr (ur. 8 marca 1957 w Londynie, zm. 12 marca 2013 tamże) – angielski muzyk rockowy, perkusista.
Perkusista zespołu Iron Maiden w latach od 1979 do 1982. Nagrał z nimi trzy pierwsze albumy: Iron Maiden, Killers, The Number of the Beast. Odszedł z grupy w styczniu 1983 roku z powodów zdrowotnych. Jego miejsce zajął Nicko McBrain.
Przed przyłączeniem się do Ironów, Burr występował w grupie Samson (1978–1979), tej samej, w której niegdyś śpiewał wokalista Maiden, Bruce Dickinson.
W 1982 roku (został wtedy wydany album Iron Maiden The Number of the Beast), magazyn Kerrang ogłosił go trzecim najlepszym bębniarzem na świecie.
Po odejściu z Iron Maiden wstąpił do francuskiej grupy Trust (w 1983 roku), w której wcześniej na perkusji grał Nicko. W tym samym roku Burr utworzył własny zespół, nazwany Clive Burr’s Escape, a w roku 1984 przemianowany na Stratus. Pod tym szyldem grupa wydała jeden album.
W czerwcu 1985 roku, Clive przyłączył się do grupy Gogmagog (zaliczającej się do Nowej Fali Brytyjskiego Heavy Metalu - New Wave Of British Heavy Metal, w skrócie NWOBHM), gdzie spotkał się m.in. z byłym wokalistą Ironów, Paulem Di’Anno oraz obecnym ich gitarzystą, Janickiem Gersem. Grupa wydała jeden singiel pt. „I will be there”.
W latach 90. Burr występował również z brytyjskimi zespołami: Desperado (od 1990 roku), Elixir czy Praying Mantis (koncert w Tokio w 1996 uwieczniony na dwupłytowym albumie Captured Alive in Tokio). W 1992 przyłączył się do grupy True Brits, gdzie spotkał m.in.  gitarzystę Dennisa Strattona.
W tym czasie lekarze stwierdzili u niego stwardnienie rozsiane. Członkowie zespołu Iron Maiden założyli fundację Clive Burr MS Trust Fund, zbierającą dla niego środki finansowe („MS” to w skrócie multiple sclerosis, czyli nazwa tej choroby w języku angielskim).
Burr jest współautorem utworów: „Gangland” (napisanego z Adrianem) oraz „Total Eclipse” (ze Steve’em i Dave’em).